# Championnats du monde de patinage de vitesse sur piste courte 2003
Les Championnats du monde de patinage de vitesse sur piste courte 2003 se tiennent du 19 au 21 mars à Varsovie en Pologne.

## Résultats

### Hommes
| Épreuves                     | Or                                                               | Argent                                                                       | Bronze                                  |
| ---------------------------- | ---------------------------------------------------------------- | ---------------------------------------------------------------------------- | --------------------------------------- |
| 17 mars : 1500 mètres        | Ahn Hyun-soo                                                     | Song Suk-woo                                                                 | Lee Seung-jae                           |
| 18 mars : 500 mètres         | Li Jiajun                                                        | Li Ye                                                                        | Song Suk-woo                            |
| 19 mars : 1000 mètres        | Li Jiajun                                                        | Ahn Hyun-soo                                                                 | Jean-François Monette                   |
| 19 mars : 3000 mètres        | Ahn Hyun-soo                                                     | Apolo Ohno                                                                   | Song Suk-woo                            |
| 19 mars : 5000 mètres relais | Corée du Sud Lee Seung-jae Oh Se-jong Ahn Hyun-soo Yeo Jun-hyung | Canada Mathieu Turcotte Éric Bédard Jonathan Guilmette Jean-François Monette | Chine Guo Wei Li Ye Li Haonan Li Jiajun |
| Classement général           | Ahn Hyun-soo                                                     | Li Jiajun                                                                    | Song Suk-woo                            |

### Femmes
| Épreuves                     | Or                                                  | Argent                                                               | Bronze                                                                           |
| ---------------------------- | --------------------------------------------------- | -------------------------------------------------------------------- | -------------------------------------------------------------------------------- |
| 17 mars : 1500 mètres        | Choi Eun-kyung                                      | Kim Min-jee                                                          | Yang Yang (A)                                                                    |
| 18 mars : 500 mètres         | Yang Yang (A)                                       | Amélie Goulet-Nadon                                                  | Fu Tianyu                                                                        |
| 19 mars : 1000 mètres        | Evgenia Radanova                                    | Choi Eun-kyung                                                       | Yang Yang (A)                                                                    |
| 19 mars : 3000 mètres        | Kim Min-jee                                         | Choi Eun-kyung                                                       | Cho Ha-ri                                                                        |
| 19 mars : 3000 mètres relais | Chine Yang Yang (A) Wang Chunlu Wang Meng Fu Tianyu | Canada Alanna Kraus Tania Vicent Annie Perreault Amélie Goulet-Nadon | Bulgarie Marina Georgieva-Nikolova Anna Krasteva Daniela Vlaeva Evgenia Radanova |
| Classement général           | Choi Eun-kyung                                      | Yang Yang (A)                                                        | Kim Min-jee                                                                      |

## Tableau des médailles
| Rang | Nation       | Or | Argent | Bronze | Total |
| ---- | ------------ | -- | ------ | ------ | ----- |
| 1    | Corée du Sud | 7  | 5      | 6      | 18    |
| 2    | Chine        | 4  | 3      | 4      | 11    |
| 3    | Bulgarie     | 1  | 0      | 1      | 2     |
| 4    | Canada       | 0  | 2      | 1      | 3     |
| 5    | États-Unis   | 0  | 1      | 0      | 1     |